# Chapelle Saint-Melaine de Laval
La chapelle Saint-Melaine de Laval, située à Laval était une chapelle romane.
Cette chapelle était située à peu de distance de Laval, non loin de l'étang de Barbé, dédiée à Melaine. Le prieuré fut longtemps la paroisse du faubourg du Pont-de-Mayenne de Laval, de l'archidiaconé de Sablé, du doyenné de Sablé au-delà de l'Ouette, rive droite de la Mayenne. L'église paroissiale fut au XVe siècle, transférée dans l'intérieur du faubourg ; elle prit alors le nom de Saint Vénérand, qui lui fut donné pour patron. Le prieuré de Saint-Melaine fut longtemps cure primitive de cette partie de la ville, au-delà de la Mayenne, en face du château de Saint-Melaine.

## Origine

### Miracle
Deux auteurs ont raconté la vie de Melaine. Un premier auteur anonyme la rédige sans doute au VIIe siècle. Celui-ci est largement recopié au XIe siècle par Gervais de Belleme, évêque du Mans, et ensuite archevêque de Reims, qui relate dans une courte notice plusieurs miracles opérés à l'Ouest de la Mayenne, par son intercession. L'un d'eux qui eut pour théâtre Argentré peut avoir donné naissance à la paroisse de Saint-Melaine ainsi qu'à la Chapelle, érigée à deux lieues de là sur la commune actuelle de Laval, ou du moins lui avoir fait donner ce patronage.

### Rorans
Rorans avait obtenu une partie des reliques de saint Melaine qu'elle conservait avec une grande vénération à Argentré. Ce fait est connu car dans une lettre, Gervais de Belleme, archevêque de Reims, annonce à Even, abbé et réformateur de l'abbaye Saint-Melaine de Rennes, que, cédant enfin à ses instances, il consent à lui rendre la relique si chère à sa famille.

### Barbé
Il existait un fief de Barbé. Il appartenait à la maison de Château-du-Loir.
Il servait probablement de demeure à Rorans qui avait son douaire à Argentré. Rorans possédait des reliques de sant Melaine ; c'était pour cela qu'elles étaient entourées chez ses enfants de tant de respect et d'affection ; c'était afin de les honorer mieux qu'une chapelle avait été bâtie sous le vocable du saint.
Cette terre de Barbé était un fief relevant d'Argentré, qui, dans les temps postérieurs, fut annexée au Château de Hauterive. Guy Ier de Laval épouse, en troisièmes noces, vers l'an 1030, Rotrude de Château-du-Loir, sœur probablement de l'évéque Gervais de Belleme. L'un de ses enfants porte le nom de Gervais comme son oncle, une autre s'appela Hildeburge comme sa grand-mère. C'est par cette alliance que les seigneurs de Laval acquirent des droits sur l'étang de Barbé.

## Fondation
Au XIIIe siècle, les chartes parlent de Saint-Melaine faisant partie du fief d'Hauterives. La fondation de ce prieuré, suivant toutes les probabilités, appartiendrait donc selon La Beauluère aux seigneurs d'Argentré qui, dans la suite, s'annexèrent la seigneurie d'Hauterive.  Néanmoins, des aveux de 1407 et 1444 indiquent que cette fondation est faite par un seigneur de Laval et il est probable que ce seigneur, selon Couanier de Launay fut Guy III de Laval.
Seul au milieu de cette contrée, Saint-Melaine prit de bonne heure le titre de paroisse et eut tous les droits curiaux qui en dépendaient.

### Paroisse
La paroisse de Saint-Melaine est donc, pour Couanier de Launay, un démembrement de celle d'Argentré qui s'étendait alors depuis Soulgé jusqu'à la Mayenne. Bonchamps n'existait pas encore et ne doit sa création qu'à l'établissement d'une colonie de religieuses d'Avesnières.
Dans le cours de ce siècle, plusieurs chartes, constatant les libéralités des seigneurs d'Hauterive à l'abbaye de Fontaine-Daniel, font voir que la paroisse de Saint-Melayne avait déjà une existence fixe autour du prieuré.
Dans son aveu de 1407, Guy XII de Laval déclare qu'il fait partie de son domaine. Le même acte et l'aveu de 1444 portent encore que les seigneurs de Laval sont fondateurs du prieuré de Saint-Melaine. Un arrêt du roi Charles VI de France, d'août 1416, règle les droits curiaux du prieur de Saint-Melaine.

### Prieuré et paroisse
L'époque précise, à laquelle l'église de Saint-Melaine devient un prieuré dépendant de l'Abbaye Toussaint d'Angers, ne nous est pas connue. Dès le commencement du XIIIe siècle, comme curé de la paroisse de Saint-Melaine, après une contestation avec les administrateurs de l'aumônerie de Saint-Julien du Pont de Laval, placée sur son territoire, l'abbé de Toussaint fait à l'aumônerie l'abandon des droits curiaux qui peuvent appartenir au prieuré sur les malades et les gens de service de l'hospice. C'est le plus ancien titre que nous ayons dans lequel il soit fait mention de Saint-Melaine et de son église, comme paroisse.
Jeanne Ouvrouin, dame des Roches et de Poligné, fut appelée à son accomplissement, « désireuse, elle-même,d'accroître le service divin dans la ville de Laval, où il n'y avait qu'un collège et une grande multitude de peuple ». Le 22 novembre 1421, Adam Chastelain, évêque du Mans, érigea par décret obtenu le 26 novembre 1421 l'église de Saint-Michel en collégiale Saint-Michel de Laval et les chapelains reçurent le titre de chanoines. Il s'agit de la deuxième collégiale crée à Laval, après la Collégiale Saint-Tugal de Laval.
René de Feschal ajouta aux libéralités de sa famille envers Saint-Melaine, par acte du 7 mars 1476, la fondation d'une messe dans cette église, le jour de la Conception, à diacre et à sous-diacre, avec chapes, de l'office du jour, en considération de sa très chère et amée dame et mère, Jeanne Ouvrouin, dame de Poligné, de Marboué et de la Coconnière. Le prieur avait sa demeure dans la maison prieurale de Saint-Melaine ; une sentence du doyen de Sablé, de l'année 1486,  décida qu'il aurait en jouissance une des maisons canoniales du chapitre de Saint-Michel.

### Conflits et règlements
Les chanoines de ce nouveau chapitre élevèrent, vers 1413, une église sur l'emplacement de l'ancienne chapelle. Elle se trouvait sur le chemin que les habitants du Pont-de-Mayenne avaient à parcourir pour se rendre à leur église paroissiale de Saint-Melaine, et partageait à peu près la route en deux parties égales. Bientôt ils s'habituèrent aux offices des chanoines ; plusieurs y choisissaient le lieu de leur sépulture. Les chanoines exerçaient presque tous les droits de curé ; ils recevaient des offrandes, des legs étaient faits en leur faveur, au grand détriment de la paroisse. De vifs démêlés s'élevèrent à ce sujet entre le chapitre et le prieur de Saint-Melaine ; ce dernier réclamait, comme lui appartenant de droit commun, les honoraires dont il était privé par suite des empiétements des chanoines dans les limites de l'église confiée à ses soins.
Jean le Bigot, prieur-curé de Saint-Melaine, et André Duval, aumônier et administrateur de l'aumônerie de Saint-Julien, firent, en 1450, un nouveau concordat.

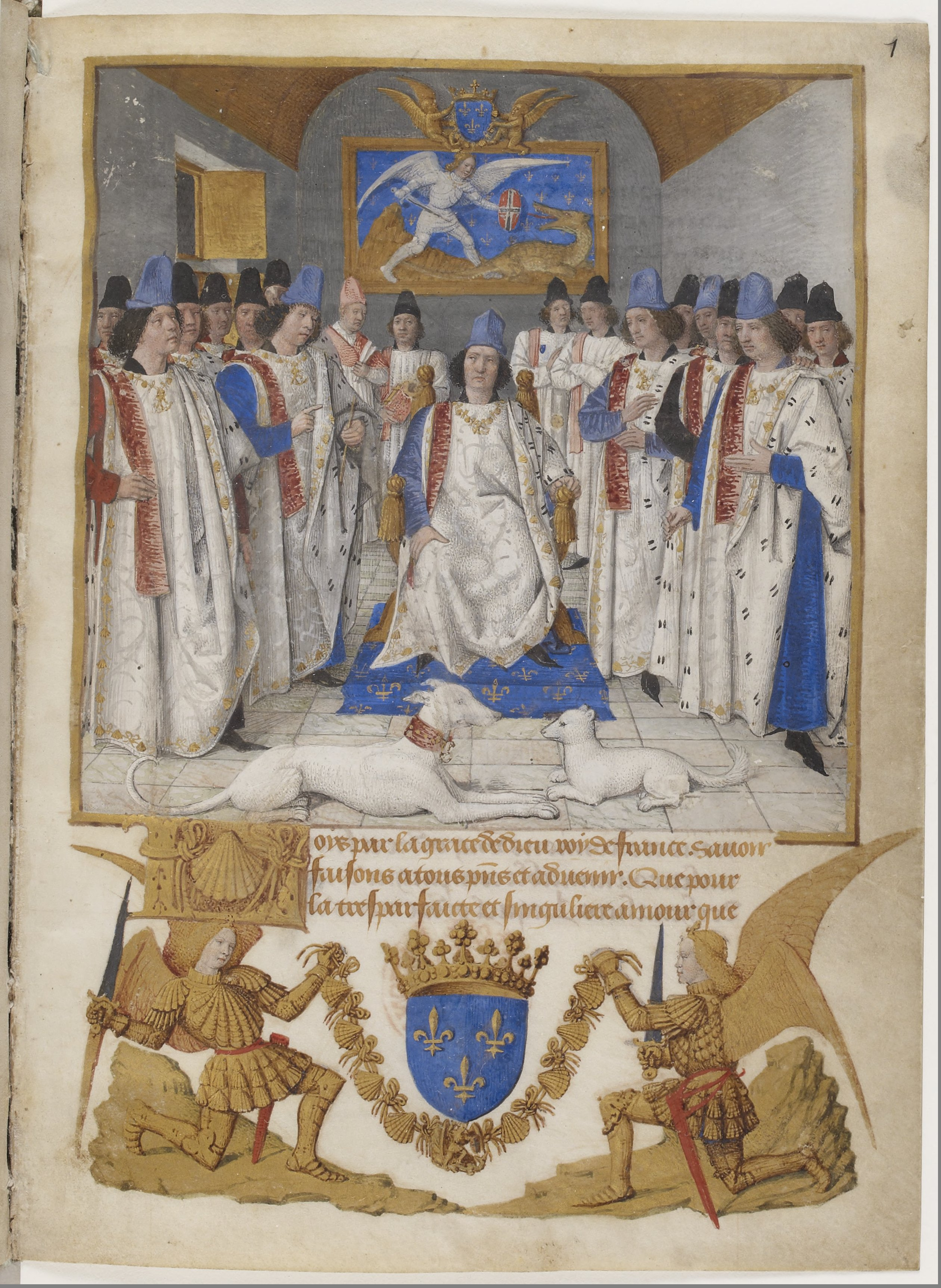
Jean Bourré est un des trois personnages, portant chapeau sombre, se tenant derrière Louis XI (œuvre de Jean Fouquet)

Les chanoines de la Collégiale Saint-Michel de Laval augmentent leur église d'une sacristie, en 1490. Les paroissiens de Saint-Melaine, déjà jaloux d'une église qui portait préjudice à l'église paroissiale, en attirant les habitants du Pont-de-Mayenne, ou par tout autre motif, prétendirent avoir la propriété du terrain où L'église était construite. Ils démolissent les travaux du chapitre. Cette affaire violente fut portée devant le Parlement de Paris. Un arrêt débouta les habitants de leurs prétentions et les obligea  a reconnaître que L'emplacement de L'église et de La sacristie; ne  Leur appartenait point, mais bien aux chanoines, et que ces derniers avaient tous droits sur ces lieux, pour y bâtir ou faire ce que bon leur semblerait. En outre, ils furent condamnés à remettre ce qu'ils avaient démoli dans le même état qu'avant, et à payer dix livres d'amende aux chanoines et dix livres à René de Feschal, seigneur de Poligné et de Marbouë. Jean Bourré, seigneur du Plessis-Bourré et de Jarzé, conseiller maître des comptes, seigneur de la châtellenie d'Entramnes, les servit en soutenant leurs droits auprès du roi.
L'abondance des dons et des offrandes que recevaient les Dominicains de Laval portèrent ombrage aux religieux de l'Abbaye Toussaint d'Angers, d'où relevait le prieuré de Saint-Melaine.

### Remplacement par Saint-Vénérand
C'est en 1485 que le comte de Gavre, frappé des inconvénients qui résultaient pour les habitants du Pont-de-Mayenne de l'éloignement de leur église de Saint-Melaine, les engagea à aviser aux moyens d'élever une église plus rapprochée des bords de la Mayenne, partant plus facilement accessible à ses nombreux paroissiens. L'église de l'antique prieuré de Saint-Melaine servait d'église romanes. Elle devenait trop éloignée du nouveau centre de population, marquée par le développement du commerce de la toile ; elle était remplacée par un nouvel édifice religieux, qui sera l'église Saint-Vénérand de Laval.
Le prieuré seul subsista en fait, mais l'église fut toujours fréquentée. Les fonctions curiales y continuèrent ; une messe de paroisse y fut célébrée chaque dimanche, sans cependant 
qu'il y eût aucune obligation de la part du prieur curé de la nouvelle église. Les curés n'envisagèrent jamais cette messe que comme une complaisance et une commodité pour les habitants de la campagne restés éloignés de l'église paroissiale.

### Continuation de Saint-Melaine
Mgr de Froulay, par une ordonnance du 8 mai 1729, considérant que la plupart des chapelles anciennement fondées n'étaient pas desservies d'une manière convenable, avait enjoint de lui présenter les titres de fondation, déclarant interdites à partir du 15 août celles pour lesquelles on n'aurait pas rempli cette condition.

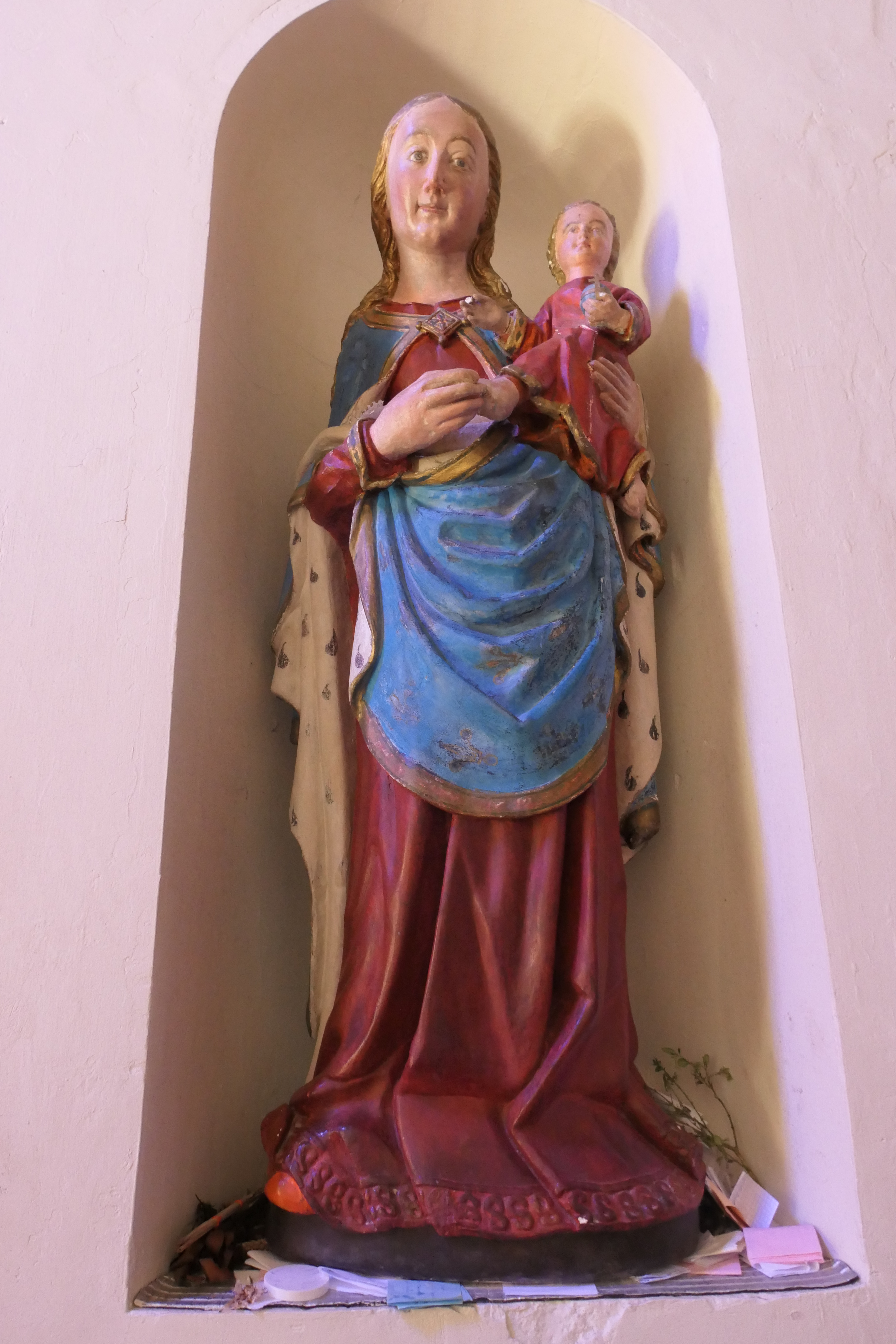
Statue de Vierge à l'Enfant provenant de la chapelle, conservée en l'abbaye du Port-du-Salut.

L'ancienne église paroissiale de Saint-Melaine n'était plus qu'une chapelle dans laquelle le prieur-curé de Saint-Vénérand faisait remplir les fonctions curiales et célébrer la messe le dimanche pour la commodité de la population environnante. Depuis la translation du chef-lieu de la paroisse dans l'église de Saint-Vénérand, il aurait pu, à ce qu'il paraît, se dispenser de faire à Saint-Melaine aucun actes curiaux. Mais les devanciers de M. Rigault n'avaient pas voulu délaisser ainsi l'église-mère, et lui-même, n'ayant pas de titres à produire, demanda qu'il lui fût accordé autorisation d'en agir comme par le passé. Cette permission lui fut accordée, le 20 août 1729.
Trois vicaires étaient attachés à la paroisse, dont un desservait l'église de Saint-Melaine, autour de laquelle restaient plusieurs habitations.